# Holly Marie Combs

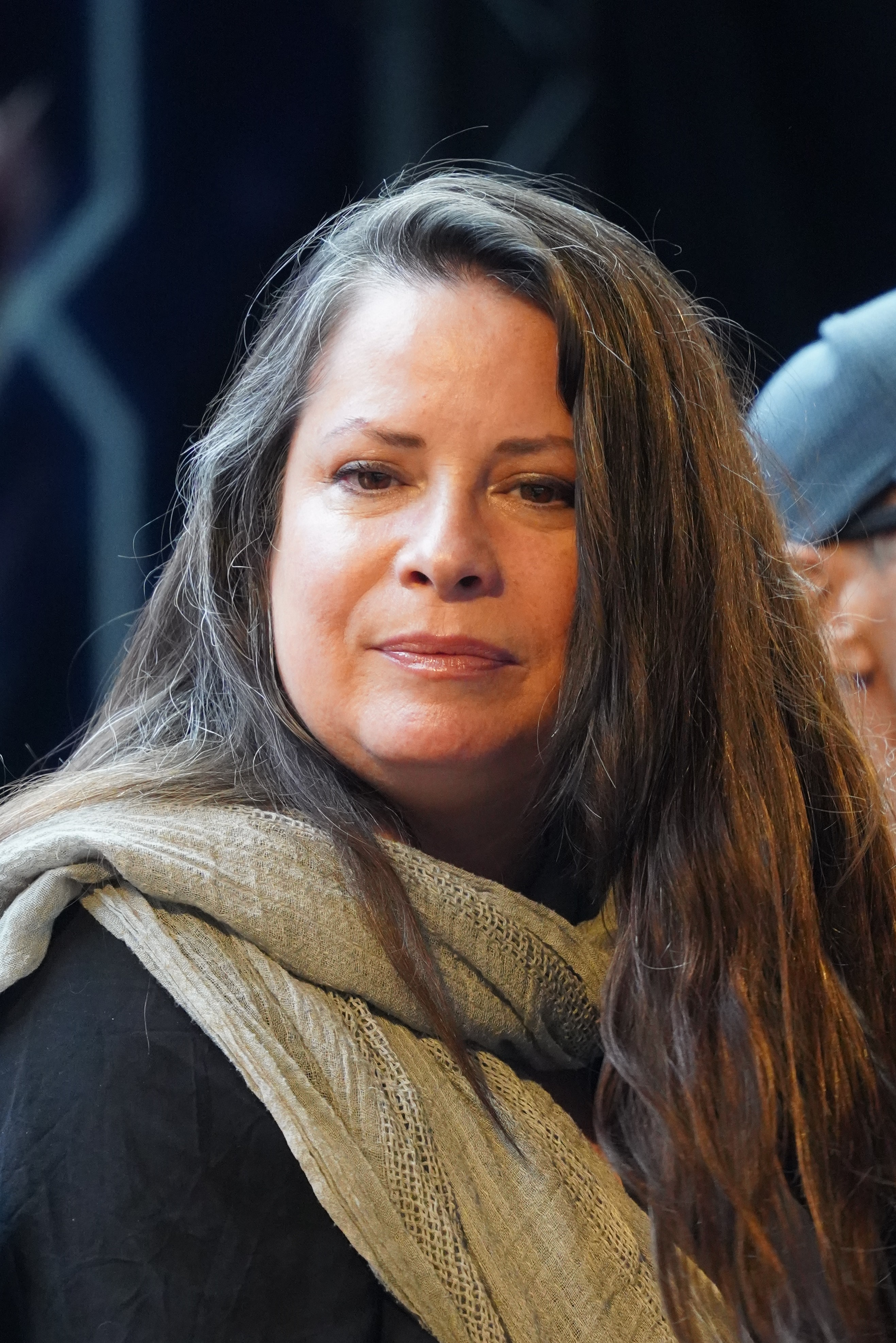
Holly Marie Combs (2023)

Holly Marie Combs (* 3. Dezember 1973 in San Diego) ist eine US-amerikanische Schauspielerin, Produzentin sowie Tier- und Umweltschutz-Aktivistin. Internationale Bekanntheit erlangte sie vor allem durch die Rolle der Piper Halliwell in der Fernsehserie Charmed – Zauberhafte Hexen.

## Leben
Holly Marie Combs wurde als Tochter der damals 15-jährigen Lauralei Combs in San Diego geboren. Als Combs acht Jahre alt war, zogen die beiden nach New York.
Mit 15 Jahren bekam sie ihre ersten Filmrollen, zum Beispiel in Sweet Hearts Dance. Bekannt wurde sie durch die Rolle der Kimberly Brock, die sie ab 1992 für vier Jahre in der Fernsehserie Picket Fences spielte. Von 1998 bis 2006 spielte sie die Rolle der Piper Halliwell in der Fernsehserie Charmed – Zauberhafte Hexen neben Shannen Doherty, Alyssa Milano und Rose McGowan. Ab 2002 war sie gemeinsam mit ihrer Kollegin Milano Produzentin der Serie. Von 2010 bis 2017 war sie als Ella Montgomery in Pretty Little Liars zu sehen.
Von 1993 bis 1997 war Combs in erster Ehe mit Bryan Smith verheiratet. Seit dem 14. Februar 2004 war sie mit David Donoho verheiratet, mit dem sie bereits zwei Jahre lang zusammengelebt hatte, gemeinsam haben sie drei Söhne (* 2004, * 2006 und * 2009). Im November 2011 reichte sie die Scheidung ein. Seit 2019 ist sie mit dem Gastronomen Mike Ryan verheiratet.

### Einsatz für die Meeresschutzorganisation Sea Shepherd

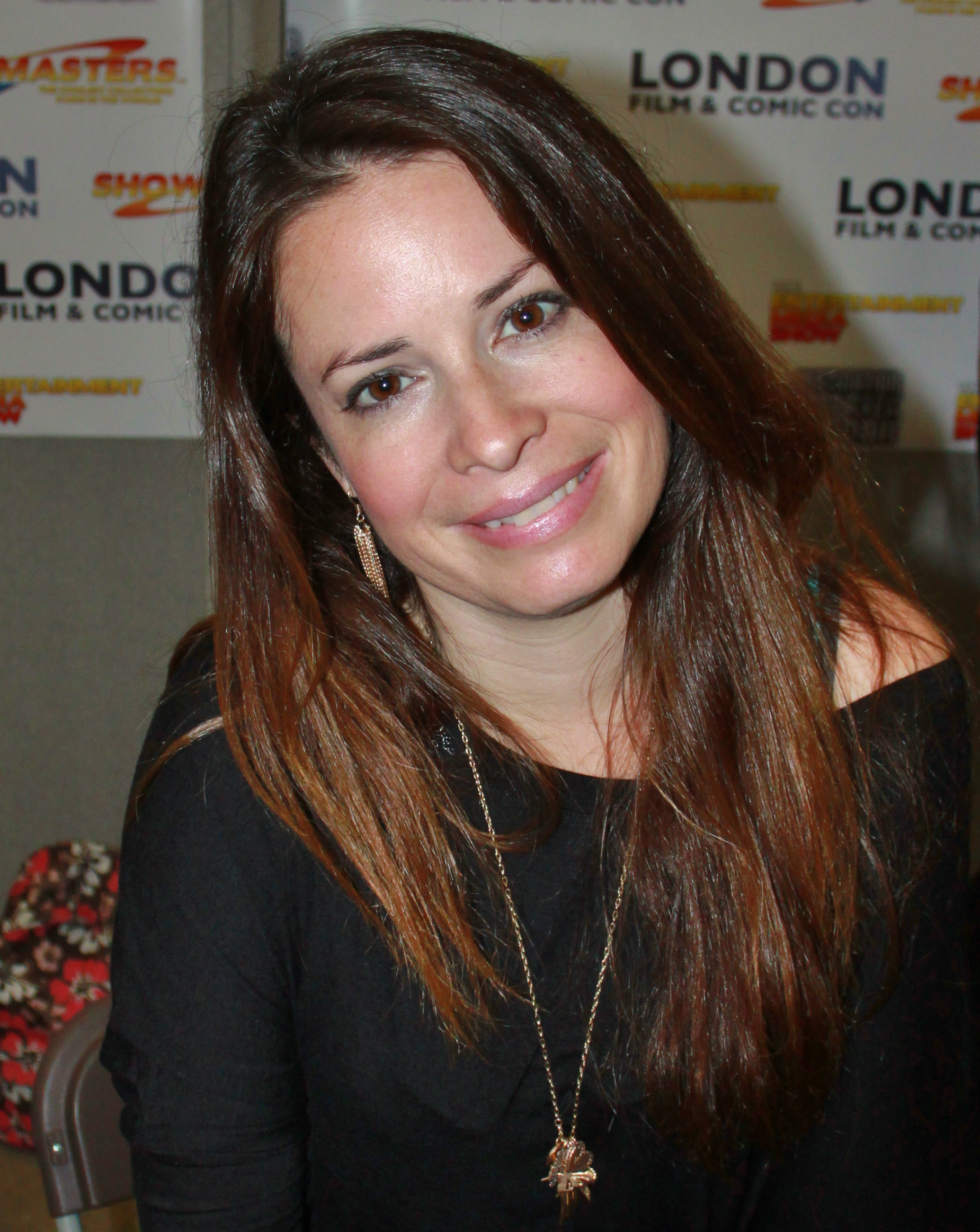
Holly Marie Combs (2012)

Bei der 40-Jahr-Feier der Meeresschutzorganisation Sea Shepherd sagte Holly Marie Combs, dass sie Sea Shepherd seit 2011 unterstütze, da diese Organisation einen sehr großen globalen Impact habe. Weitere Organisationen, die sie unterstütze, seien das Dolphin Project und PETA.
Im März 2014 fuhr sie gemeinsam mit Shannen Doherty und der Sea-Shepherd-Crew auf See, um die Auswirkungen eines neuen australischen Gesetzes, welches das Töten großer Haie erlaubt, aufzuzeigen.
Im August 2014 forderte sie bei der Ice Bucket Challenge den Sea-Shepherd-Gründer Paul Watson sowie die Sea-Shepherd-Crew heraus und lenkte so die Aufmerksamkeit auf die Meeresschutzorganisation.
Holly Marie Combs demonstrierte gegen das Töten von Delfinen in Taiji, Japan und rief dazu auf, Sea World zu boykottieren.
Gemeinsam mit dem Sea-Shepherd-Unterstützer Richard Dean Anderson produzierte Holly Marie Combs den auf der Sea Shepherd Kampagne Operation Jairo basierenden Dokumentarfilm Why Just One.

## Filmografie

### Filme
- 1988: Sweethearts Dance – Liebe ist mehr als nur ein Wort (Sweet Hearts Dance)
- 1989: New Yorker Geschichten (New Yorker Stories)
- 1989: Geboren am 4. Juli (Born on the Fourth of July)
- 1992: Simple Men
- 1992: Dr. Giggles
- 1995: A Reason To Believe
- 1996: Vergewaltigt …! – Die Angst des Opfers (Sins of Silence, Fernsehfilm)
- 1997: Der Mörder unserer Mutter (Daughters, TV-Film)
- 1997: Mord aus Eifersucht – Wenn Schüler töten (Love’s Deadly Triangle: The Texas Cadet Murder, Fernsehfilm)
- 2001: Ocean’s Eleven
- 2003: See Jane Date (Fernsehfilm)
- 2007: Point of Entry (Fernsehfilm)
- 2009: Mistresses (Fernsehfilm)
- 2016: Love’s Complicated (Fernsehfilm)

### Serien
- 1989: Jung und Leidenschaftlich – Wie das Leben so spielt (As the World Turns, Folge 18640)
- 1992–1996: Picket Fences – Tatort Gartenzaun (87 Folgen)
- 1997: Beziehungsweise (Relativity, Folge 1x14)
- 1998–2006: Charmed – Zauberhafte Hexen (178 Folgen)
- 2010–2017: Pretty Little Liars (62 Folgen)
- 2015: Off the Map with Shannen & Holly
- 2019: Grey’s Anatomy (Folge 16x03)
- 2020: Homeward Bound: Surviving the Coronavirus (Folge 1x07)
- 2020: Pretty Little Wine Moms Re-Watch (Pilotfolge)